# Рандафиарисон, Росина
Росина Рандафиарисон (англ. Rosina Randafiarison; род. 29 декабря 1999, Махадзанга, Боэни) — мадагаскарская спортсменка, тяжёлоатлетка, двукратная чемпионка Африки, победительница Африканских игр 2019 года, призёр чемпионата мира 2023 года.

## Биография
В 2019 году Росина стала победителем на чемпионате Африки с результатом 150 кг по сумме двух упражнений в категории до 45 кг. Через несколько месяцев она победила на Африканских играх в Марокко, в категории до 45 кг, с общим результатом 155 кг. 
На чемпионате мира 2019 года в Таиланде, спортсменка из Мадагаскара в категории до 45 кг стала восьмой с результатом 155 кг по сумме двух упражнений. 
На чемпионате Африки 2021 года, который состоялся в Кении, Росина повторила свой успех и завоевала чемпионский титул. Общий вес по сумме двух упражнений составил - 135 кг. 
В Саудовской Аравии, где состоялся Чемпионат мира по тяжёлой атлетике 2023 года, мадагаскарская спортсменка в категории до 45 кг завоевала серебряную медаль чемпионата мира с результатом 170 кг по сумме двух упражнений. Две малые серебряные медали в различных упражнениях также достались ей.

## Достижения
Чемпионат мира
| Результат | Вес       | Год  | Место соревнований         | Рывок | Толчок | Общий вес |
| Серебро   | до 45 кг. | 2023 | Эр-Рияд, Саудовская Аравия | 77,0  | 93,0   | 170,0     |

Чемпионат Африки
| Результат | Вес       | Год  | Место соревнований     | Рывок | Толчок | Общий вес |
| Серебро   | до 45 кг. | 2017 | Вакоа-Феникс, Маврикий | 60,0  | 70,0   | 130,0     |
| Золото    | до 45 кг. | 2019 | Каир, Египет           | 70,0  | 80,0   | 150,0     |
| Золото    | до 45 кг. | 2021 | Найроби, Кения         | 65,0  | 70,0   | 135,0     |

Африканские игры
| Результат | Вес       | Год  | Место соревнований | Рывок | Толчок | Общий вес |
| Золото    | до 45 кг. | 2019 | Рабат, Марокко     | 70,0  | 85,0   | 155,0     |

1. 1 2  https://www.rfi.fr/fr/sports/20231009-l-halt%C3%A9rophile-malgache-rosina-randafiarison-une-championne-%C3%A0-l-ambition-d%C3%A9vorante